# Karl Friedrich Vitzthum von Eckstädt
Karl Friedrich Graf Vitzthum von Eckstädt (* 13. Januar 1819 in Dresden; † 16. Oktober 1895 ebenda) war ein königlich-sächsischer und später österreichischer Diplomat.

## Leben

### Herkunft
Karl Friedrich war der älteste Sohn von Karl Graf Vitzthum von Eckstädt (1767–1834) und dessen zweiten Ehefrau Elisabeth, geborene Freiin von Friesen (1793–1878) aus dem Hause Rötha. Sein Vater war Herr auf Oberlichtenau, königlich-sächsischer Kammerherr, Wirklicher Geheimer Rat und Oberstallmeister.

### Karriere
Er studierte die Rechte und wurde 1845 Legationssekretär bei der sächsischen Gesandtschaft in Berlin, 1847 in Wien, 1852 sächsischer Geschäftsträger in Sankt Petersburg. Seit 1853 lebte er in London als sächsischer Ministerresident am britischen Hofe, dann als außerordentlicher Gesandter und bevollmächtigter Minister. Als Friedrich Ferdinand von Beust, dessen Politik Vitzthum von Eckstädt überall verfocht, österreichischer Minister wurde, trat auch er in den österreichischen Dienst über und wurde zum außerordentlichen Gesandten und bevollmächtigten Minister am belgischen Hofe ernannt. Beim Ausbruch des Krieges 1870 wurde er mit wichtigen diplomatischen Sendungen nach Paris, London und Florenz betraut. Er zog sich dann ins Privatleben zurück und starb in Dresden.

### Familie
Vitzthum verheiratete sich am 7. August 1875 in Paris mit Leonie, verwitwete Gräfin von Brzezie-Lanckorońska, geborene Gräfin Potocka (1821–1893). Die Ehe blieb kinderlos.

## Veröffentlichungen
- Die Geheimnisse des sächsischen Cabinetts: Ende 1745 bis Ende 1756. Archivarische Vorstudien für die Geschichte des siebenjährigen Krieges. 2 Bände, Stuttgart 1866.
- London, Gastein und Sadowa 1864–66. Stuttgart 1889.
- St. Petersburg and London 1852-1864. London 1887.